# Orlando Bridgeman

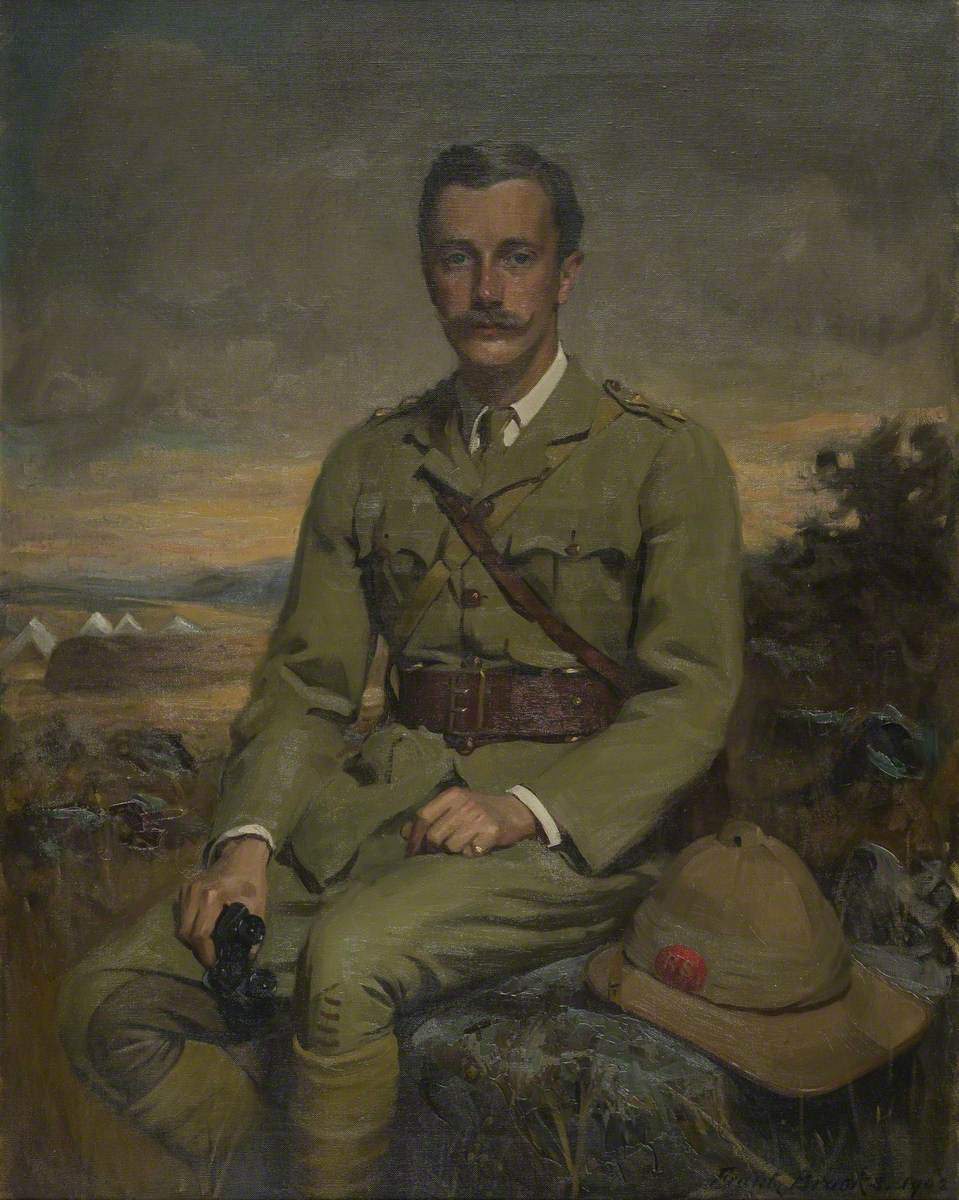
Orlando Bridgeman, 1902

Orlando Bridgeman (ur. 6 października 1873, zm. 21 marca 1957) – brytyjski arystokrata i polityk, najstarszy syn George’a Bridgemana, 4. hrabiego Bradford i lady Idy Lumley, córki 9. hrabiego Scarbrough.
Wykształcenie odebrał w Harrow School i w Trinity College na Uniwersytecie Cambridge, w którym uzyskał licencjat w roku 1896, a w 1903 r. tytuł magistra. Później służył w 3 batalionie Królewskich Szkotów (3rd Battalion, Royal Scots), osiągając rangę podpułkownika. Brał udział II wojnie burskiej w latach 1900–1902 i w I wojnie światowej w latach 1915–1917. W 1939 r. został honorowym pułkownikiem Lekkiej Piechoty Króla ze Shropshire (King’s Shropshire Light Infantry).
W 1898 r. został prywatnym sekretarzem premiera Wielkiej Brytanii lorda Salisbury’ego. Był nim do 1900 r. W latach 1902–1905 był prywatnym sekretarzem premiera Arthura Balfoura. Po śmierci ojca w 1915 r. odziedziczył tytuł hrabiego Bradford i zasiadł w Izbie Lordów. W latach 1919–1924 był głównym whipem rządu. W następnych latach był zastępcą Lorda Namiestnika i Sędzią Pokoju w hrabstwach Warwickshire i Shropshire.
21 lipca 1904 r. poślubił Margaret Cecilię Bruce (28 października 1882 - 16 kwietnia 1949), córkę Henry’ego Bruce’a, 2. barona Aberdare i Constance Beckett, córki Hamiltona Becketta. Orlando i Margaret mieli razem syna i cztery córki:
- Helen Diana Bridgeman (22 czerwca 1907 - 7 maja 1967), żona Roberta Abdy'ego, 5. baroneta, miała dzieci
- Ursula Mary Bridgeman (12 lipca 1909 - 6 maja 1912)
- Gerald Michael Orlando Bridgeman (29 września 1911 - 30 sierpnia 1981), 6. hrabia Bradford
- Anne Pamela Bridgeman (ur. 12 czerwca 1913), żona Weetmana Pearsona, 3. wicehrabiego Cowdray, miała dzieci
- Joan Serena Bridgeman (29 maja 1916 - 23 lipca 1935)